# Avgustov slavolok
Avgustov slavolok (italijansko Arco di Augusto) je slavolok, ki je stal v Rimskem forumu. Raztezal se je čez Via Sacra, med templjem Kastorja in Poluksa ter Cezarjevim templjem, blizu templja Veste in zapiral vzhodni konec foruma. Lahko se šteje kot prvi stalni triločni slavolok, ki je bil zgrajen v Rimu. 
Arheološki dokazi kažejo na obstoj slavoloka s tremi odprtinami, ki je meril 17,75 x 5,25 metra, čeprav so  ostali le temelji strukture iz travertina.
Starodavni viri omenjajo oboke, ki so jih postavili v čast Avgusta na Forumu v dveh različnih priložnostih: zmaga nad Antonijem in Kleopatro leta 31 pr. n. št. in vrnitev praporov, ki so jih izgubili s Parti v letu 20 pr. n. št.

## Akcijev slavolok
Kasij Dion poroča, da je Senat po bitki pri Akciju, Avgustu dodelil triumf in slavolok na neznanem mestu v Forumu .
O strukturi ni nobenega opisa, čeprav je možno, da je ta slavolok predstavljen na kovancu, kovanem okoli leta. 30-29 pr. n. št . Vendar pa se žila, prikazana na kovancu, lahko nanaša tudi na drug primer, ko je Aggust premagal Seksta Pompeja leta 36 pr. n. št. 
Marmorna plošča dolga 2,65 m in visoka 0,59 m z napisom v čast Avgusta kot rešitelja in upravnika Republike, odkrita leta 1546 in pozneje izgubljena, je bila pripisana Akcijevemu slavoloku. 

## Partski slavolok
Kasij Dion omenja ovacije in še en slavolok, ki ga je Avgust dobil po tem, ko je vrnil orle, ki so jih izgubili v bitkah med Carrhejem in Antonijevo kampanjo v Atropatenu , ne da bi določil lokacijo. Veronski učenjak, ki je komentiral Vergilove Eneide, postavi strukturo poleg Cezarjevega templja. 
Avgust ga ne omenja v svoji avtobiografiji. Še več, Suetonij in Casiodor poročata, da je zavrnil praznovanje triumfa leta 19 pr. n. št. , zaradi česar so nekateri znanstveniki verjeli, da se je lahko Partski slavolok načrtoval, vendar ga ni nikoli realiziral. 
Kovanci, izkopani v Pergamonu, Tarracu in Rimu v letih 19-16 pr. n. št., prikazujejo triločni slavolok s kvadrigo na vrhu in figure, ki držijo loke in prapore na spodnjih obokih. V skladu s tem predlagane rekonstrukcije prikazujejo strukturo, ki jo sestavljajo višja osrednja obokana odprtina s korintskimi pol stebri in triumfalna kočija na vrhu. Spodnji oboki so imeli kvadratne pedimente z dorskimi stebri ali pol-stebri, ki so jih obkrožali kipi Partov, ki so držali loke in vrnjene orle. 
Fasti Consulares in Fasti Triumphales, odkriti v Forumu leta 1546, so bili morda prvotno del tega spomenika, stojijo v bočni aediculae, ali pa so morda pripadali bližnji Regii. 